# Djehouty (général)
Pour les articles homonymes, voir Djéhouty.

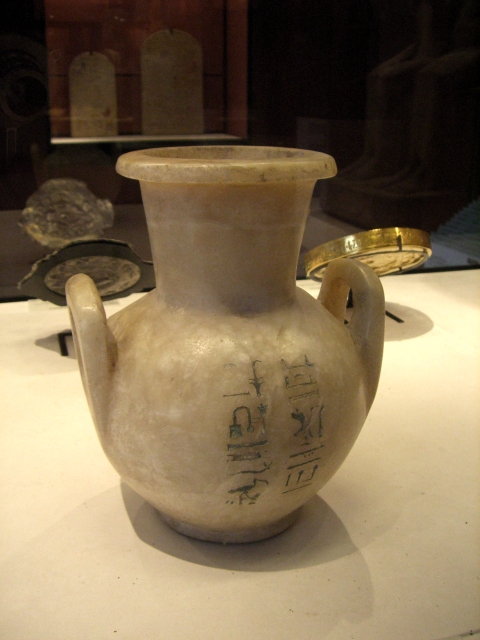
Vase en albâtre de Djehouty.

Djehouty est un général sous le règne de Thoutmôsis III à la XVIIIe dynastie. Il est connu comme le héros principal du conte de La Prise de Joppé. Djehouty porte les titres de scribe du roi, de surveillant des troupes (général) et surveillant des pays étrangers du nord dans les registres égyptiens contemporains. 

## Sources
Djehouty est connu de deux sources. Son tombeau a été trouvé en 1824 à Saqqarah et il est la personnalité principale de l'histoire égyptienne de La Prise de Joppé (aujourd'hui Jaffa). 
Le récit égyptien est conservé sur un papyrus situé aujourd'hui au British Museum (EA 10060) :
La ville de Joppé s'était rebellée contre l'autorité de Thoutmôsis III et le pharaon a répondu en dépêchant une armée égyptienne sous le commandement de Djehouty pour reprendre le contrôle de la ville. Djehouty s'arrange tout d'abord pour avoir une conversation (ou pour parler) avec le chef rebelle de Joppé à un endroit à l'extérieur des murs de la ville. Une fois seul avec le chef de la rébellion, Djehouty frappe rapidement l'homme sur son front et le capture. Cette tâche accomplie, Djehouty décide de prendre le contrôle de la ville par un subterfuge. Djehouty a d'abord faussement proclamé que lui, Djehouty, avait été vaincu par les rebelles et envoyait maintenant un « hommage » aux habitants de Joppé. L'hommage est venu sous la forme de deux cents paniers qui sont livrés à Joppé comme une offrande de paix de la part de Djehouty. À l'insu des habitants de Joppé, cependant, chacun des paniers dissimulait l'un des deux cents soldats de Djehouty.  
Le gouverneur de Joppé, dupé par la ruse de Djehouty, les a fait entrer dans la ville par ses portes. Peu après, les soldats de Djehouty sortent de leurs paniers et capturent rapidement la ville et ses habitants.
La description égyptienne de la capture de Joppé est, par conséquent, quelque peu similaire à l'histoire du cheval de Troie qui s'est produite hypothétiquement quelque deux siècles plus tard à Troie.
Joppé étant désormais fermement revenu aux mains des Égyptiens, Djehouty fait part à son roi, — Thoutmôsis III —, de son triomphe : 

« Sois de bonne humeur ! Pour Amon, ton bon père, t'a donné, à toi, le rebelle de Joppé et tout son peuple, ainsi que sa ville. Envoie des hommes pour les emmener en captivité afin de remplir la maison de ton père Amon-Rê, roi des dieux, d'esclaves mâles et femelles, qui sont tombés sous tes pieds pour toujours »

— Robert Armour.

## Preuves archéologiques

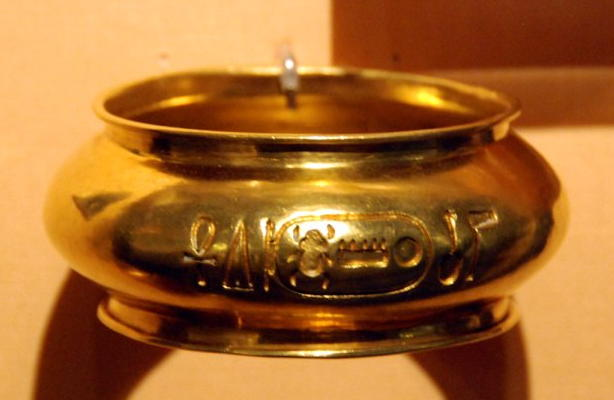
Bracelet en or du général Djehouty (Leyde)

À l'hiver 1824, Bernardino Drovetti trouve sa tombe complètement intacte à Saqqarah. À ses débuts, l'archéologie égyptienne en était à des balbutiements et seules quelques notes des fouilles ont été prises. Aujourd'hui, il n'y a que de brèves descriptions de la découverte, conservées dans les archives archéologiques. Les objets ont été vendus à différentes collections de musées du monde entier et, dans la plupart des cas, ils ne peuvent être attribués avec certitude à la tombe de Djehouty que lorsqu'ils portent son nom. Les objets trouvés dans la tombe du général comprennent un bol en or massif et en argent, tous deux aujourd'hui au Louvre, quatre bocaux canopes maintenant à Florence, le scarabée de cœur, un bracelet en or au Rijksmuseum de Leyde et la dague de Djehouty à Darmstadt. On ne sait rien du cercueil et de la momie de Djehouty, bien qu'ils aient été brièvement mentionnés par Drovetti. 
On pense également que l'anneau d'Ashburnham, qui est « l'un des bijoux égyptiens les plus spectaculaires à être ajoutés à la collection nationale du [British Museum] pendant de nombreuses années » provient également la tombe du général Djehouty. L'anneau a été acheté à l'origine par le comte d'Ashburnham au Caire en 1825, probablement à partir du produit des travaux de fouilles effectués par Drovetti à Saqqarah où la tombe de Djehouty a été découverte l'année précédente. Cette bague pivotante rectangulaire à lunette pèse 35,8 grammes et est inscrite sur ses deux côtés avec les textes : « Lui des deux dames, grand de terreur dans tous les pays » et « Menkhéperré, bien-aimé de Ptah, radieux de visage ».. Étant donné que l'étude de Christine Lilyquist sur le bol en or de Djehouty et d'autres objets funéraires a montré que Djehouty était probablement enterré à Saqqarah et non à Thèbes comme on l'avait supposé à l'origine, il semblerait que la bague Ashburnham provienne des trésors de la tombe de Djehouty.
Le bol doré de Djehouty au Louvre contient une inscription qui indique qu'il s'agissait d'un cadeau de Thoutmôsis III à son général : 

« Accordé par la faveur royale de Menkheperrê [Thoutmôsis III], roi de Haute et de Basse-Égypte, à son excellence le noble, père du dieu, bien-aimé du dieu, homme de confiance du roi dans toutes les terres étrangères et sur les îles au milieu la mer, celui qui remplit les magasins de lapis-lazuli, d'argent et d'or, le général ... [et] le scribe royal Djehuty, acquitté. »